# Windhond (Tegelen)
Windhond is een woonwijk in het stadsdeel Tegelen in de gemeente Venlo in de Nederlandse provincie Limburg.
In 2006 telde de wijk 1780 inwoners (CBS). De wijk wordt ingesloten door de treinverbinding Venlo-Maastricht aan het westen en de A73 aan het oosten. De wijk wordt voornamelijk gedomineerd door het gelijknamige industrieterrein.